# Ennio Falco
Ennio Falco (n. 3 ianuarie 1968, Capua, Campania, Italia) este un trăgător de tir ce a reprezentat Italia, medaliat olimpic. A participat la 5 ediții ale Jocurilor Olimpice (1996, 2000, 2004, 2008, 2012) în care a câștigat o medalie de aur.